# Singlis
Singlis ist ein Stadtteil von Borken im nordhessischen Schwalm-Eder-Kreis.
Die Gemarkung Singlis liegt nordöstlich von Borken und hat eine Größe von 518 Hektar. Bei Singlis mündet der von Pfaffenhausen kommende Gilserbach in die Schwalm. Am Ortsrand liegt der Singliser See, der als Windsurfrevier dient.

## Geschichte

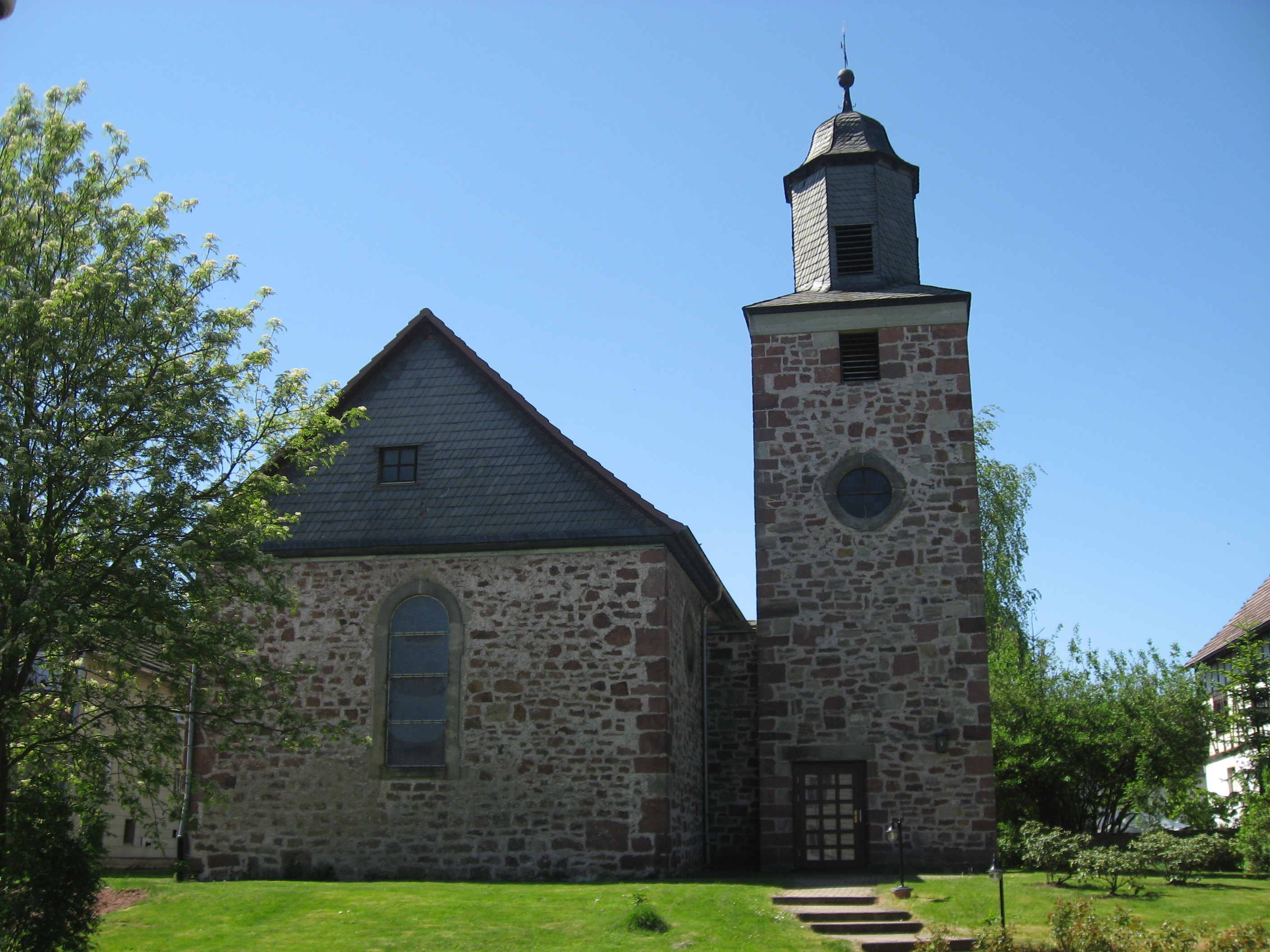
Kirche in Singlis

Die Besiedlung im Gebiet von Singlis kann bis in die jüngere Steinzeit zurückverfolgt werden.
Die älteste bekannte schriftliche Erwähnung von Singlis erfolgte unter dem Namen Sungsule in einem Güterverzeichnis der Abtei Hersfeld wird in die Zeit 775–786 datiert. In den folgenden Jahrhunderten war vor allem das Adelsgeschlecht derer von Züschen in Singlis reich begütert. Im Jahre 1265 verkauften die Züschener ihre Güter in Singlis samt allem Zubehör, einschließlich der Mühle und dem Gericht in Singlis und Nordwich, an das Kloster Haina. Das Kloster baute seinen neuen Besitz mit etwa 55 Morgen Land zu einem seiner bedeutendsten Wirtschaftshöfe aus. Im Zuge der Reformation und der Aufhebung des Klosters wurde dessen Hof in Singlis mit seinen Einkünften im Jahre 1540 von Landgraf Philipp dem Großmütigen der Universität Marburg zugewiesen. Der Hof wurde einem landgräflichen Vogt unterstellt und nannte sich „Universitäts-Vogtei Singlis“. Mitte des 19. Jahrhunderts wurde der Hof verkauft, und später wurden die Ländereien an einzelne Singliser Bauern veräußert.
Das Dorf gehörte 1578 zum Amt Borken und hatte um diese Zeit 52 Haushaltungen. Nach dem Bevölkerungsrückgang in der Folge des Dreißigjährigen Kriegs wurde erst wieder Anfang des 19. Jahrhunderts die vorherige Einwohnerzahl erreicht. Heute hat Singlis etwa 900 Einwohner.
Der heutige Standort der Kirche war vermutlich das Zentrum der Ansiedlung im frühen Mittelalter. Das Gelände ist dort, wohl zum Schutz gegen Hochwasser, um etwa 2 m gegenüber der Umgebung erhöht. Eine Kirche wird erstmals 1265 erwähnt, als die Herren von Züschen ihren Edelhof an das Kloster Haina verkauften. Die heutige Kirche wurde zwischen 1700 und 1710 als einfacher Saalbau errichtet und mehrfach, zuletzt 1971, gründlich renoviert. Seither steht der Glockenturm nördlich neben der Kirche. Singlis ist seit der Reformation Sitz einer Pfarrei und hat Lendorf als Filial. Zwei künstlerisch gestaltete Fenster der Kirche wurden 1906 von der Marburger Glasmalerei-Werkstatt K.J. Schultz Söhne geschaffen. Die Kirche wurde 2015 nach einer Renovierung wieder eingeweiht.
Die Singliser Schwalmmühle wurde erstmals 1266 erwähnt. Sie lag damals direkt an der Schwalm, wo heute der Gilserbach einmündet. Erst im Jahre 1508 wurde ein Mühlgraben angelegt und die Mühle an ihren heutigen Standort verlegt. Von dieser Zeit bis 1977 war die Mühle im Besitz der Familien Wagner und Nöll. Die PreussenElektra als neuer Eigentümer legte den Mahlbetrieb still, erzeugt aber dort mit Wasserkraft heute noch elektrischen Strom, der ins Netz der EAM eingespeist wird.
Im Zuge der Gebietsreform in Hessen wurde die bis dahin selbständige Gemeinde Singlis zum 1. Dezember 1971 mit sieben weiteren Gemeinden auf freiwilliger Basis in die Stadt Borken (Bezirk Kassel) eingegliedert. Für alle durch die Gebietsreform eingegliederten Stadtteile wurde Ortsbezirke mit Ortsbeirat und Ortsvorsteher eingerichtet.

## Bevölkerung
Einwohnerstruktur 2011
Nach den Erhebungen des Zensus 2011 lebten am Stichtag, dem 9. Mai 2011, in Singlis 774 Einwohner. Darunter waren 6 (0,8 %) Ausländer.
Nach dem Lebensalter waren 111 Einwohner unter 18 Jahren, 333 zwischen 18 und 49, 177 zwischen 50 und 64 und 153 Einwohner waren älter. Die Einwohner lebten in 339 Haushalten. Davon waren 96 Singlehaushalte, 102 Paare ohne Kinder und 102 Paare mit Kindern, sowie 27 Alleinerziehende und 9 Wohngemeinschaften. In 66 Haushalten lebten ausschließlich Senioren und in 225 Haushaltungen lebten keine Senioren.
Einwohnerentwicklung
| Quelle: Historisches Ortslexikon |                                            |
| • 1575/85:                       | 52 Hausgesesse                             |
| • 1639:                          | 12 verheiratete, 4 verwitwete Hausgesesse. |
| • 1724:                          | 79 Personen                                |
| • 1742:                          | 44 Häuser                                  |
| • 1747:                          | 39 Hausgesesse                             |

| Singlis: Einwohnerzahlen von 1789 bis 2020 | Singlis: Einwohnerzahlen von 1789 bis 2020 | Singlis: Einwohnerzahlen von 1789 bis 2020 | Singlis: Einwohnerzahlen von 1789 bis 2020 | Singlis: Einwohnerzahlen von 1789 bis 2020 |
| --- | ------------------------------------------ | ------------------------------------------ | ------------------------------------------ | ------------------------------------------ |
| Jahr |                                            |                                            |                                            | Einwohner                                  |
| 1789 | 1789                                       |                                            | 252                                        | 252                                        |
| 1800 | 1800                                       |                                            | ?                                          | ?                                          |
| 1834 | 1834                                       |                                            | 485                                        | 485                                        |
| 1840 | 1840                                       |                                            | 487                                        | 487                                        |
| 1846 | 1846                                       |                                            | 515                                        | 515                                        |
| 1852 | 1852                                       |                                            | 533                                        | 533                                        |
| 1858 | 1858                                       |                                            | 507                                        | 507                                        |
| 1864 | 1864                                       |                                            | 513                                        | 513                                        |
| 1871 | 1871                                       |                                            | 449                                        | 449                                        |
| 1875 | 1875                                       |                                            | 434                                        | 434                                        |
| 1885 | 1885                                       |                                            | 454                                        | 454                                        |
| 1895 | 1895                                       |                                            | 482                                        | 482                                        |
| 1905 | 1905                                       |                                            | 527                                        | 527                                        |
| 1910 | 1910                                       |                                            | 510                                        | 510                                        |
| 1925 | 1925                                       |                                            | 604                                        | 604                                        |
| 1939 | 1939                                       |                                            | 576                                        | 576                                        |
| 1946 | 1946                                       |                                            | 867                                        | 867                                        |
| 1950 | 1950                                       |                                            | 919                                        | 919                                        |
| 1956 | 1956                                       |                                            | 899                                        | 899                                        |
| 1961 | 1961                                       |                                            | 880                                        | 880                                        |
| 1967 | 1967                                       |                                            | 937                                        | 937                                        |
| 1970 | 1970                                       |                                            | 936                                        | 936                                        |
| 1980 | 1980                                       |                                            | ?                                          | ?                                          |
| 1990 | 1990                                       |                                            | ?                                          | ?                                          |
| 2000 | 2000                                       |                                            | ?                                          | ?                                          |
| 2011 | 2011                                       |                                            | 774                                        | 774                                        |
| 2020 | 2020                                       |                                            | 696                                        | 696                                        |
| Datenquelle: Historisches Gemeindeverzeichnis für Hessen: Die Bevölkerung der Gemeinden 1834 bis 1967. Wiesbaden: Hessisches Statistisches Landesamt, 1968. Weitere Quellen: LAGIS; Stadt Borken (Hessen), Zensus 2011 |                                            |                                            |                                            |                                            |

Historische Religionszugehörigkeit
| Quelle: Historisches Ortslexikon |                                                                   |
| • 1861:                          | alle Einwohner evangelisch-reformiert                             |
| • 1885:                          | 454 evangelische (= 100 %) Einwohner                              |
| • 1961:                          | 791 evangelische (= 89,89 %), 83 katholische (= 9,43 %) Einwohner |

Historische Erwerbstätigkeit
| • 1961 | Erwerbspersonen: 105 Land- und Forstwirtschaft, 193 Produzierendes Gewerbe, 39 Handel und Verkehr, 36 Dienstleistungen und Sonstiges |

## Politik
Für Singlis besteht ein Ortsbezirk (Gebiete der ehemaligen Gemeinde Singlis) mit Ortsbeirat und Ortsvorsteher nach der Hessischen Gemeindeordnung. Der Ortsbeirat besteht aus neun Mitgliedern.
Bei den Kommunalwahlen in Hessen 2021 betrug die Wahlbeteiligung zum Ortsbeirat Singlis 68,77 %. Alle Kandidaten gehörten der „Einheitsliste Singlis“ an. Der Ortsbeirat wählte Jürgen Zaschke zum Ortsvorsteher.

## Verkehr
Singlis kann über die Main-Weser-Bahn erreicht werden. Am Bahnhof Singlis halten die Linien RB38 und RE98 des NVV.
| Linie | Verlauf | Takt                     | Betreiber        |
| ----- | --- | ------------------------ | ---------------- |
| RE98  | Main-Sieg-Express: Kassel Hbf – Kassel-Wilhelmshöhe – Baunatal-Guntershausen – Edermünde-Grifte – Felsberg-Wolfershausen – Felsberg-Altenbrunslar – Felsberg-Gensungen – Wabern (Bz Kassel) – Singlis – Borken (Hess) – Zimmersrode – Schlierbach (Kr Schwalm-Eder) – Treysa – Schwalmstadt-Wiera – Neustadt (Kr Marburg) – Stadtallendorf – Kirchhain (Bz Kassel) – Marburg (Lahn) – Gießen – Friedberg (Hess) – Frankfurt (Main) West (einzelne Züge im Berufsverkehr) – Frankfurt (Main) Hbf Gießen – Frankfurt vereinigt mit RE 99 von Siegen Stand: Fahrplanwechsel Dezember 2021 | 120 min                  | HLB Hessenbahn   |
| RB38  | Kassel Hbf – Kassel-Wilhelmshöhe – Kassel-Oberzwehren – Baunatal-Rengershausen – Baunatal-Guntershausen – Edermünde-Grifte – Felsberg-Wolfershausen – Felsberg-Altenbrunslar – Felsberg-Gensungen – Wabern (Bz Kassel) – Singlis – Borken (Hess) – Zimmersrode – Schlierbach (Kr Schwalm-Eder) – Treysa Stand: Fahrplanwechsel Dezember 2021 | einzelne Fahrten zur HVZ | DB Kurhessenbahn |

## Persönlichkeiten

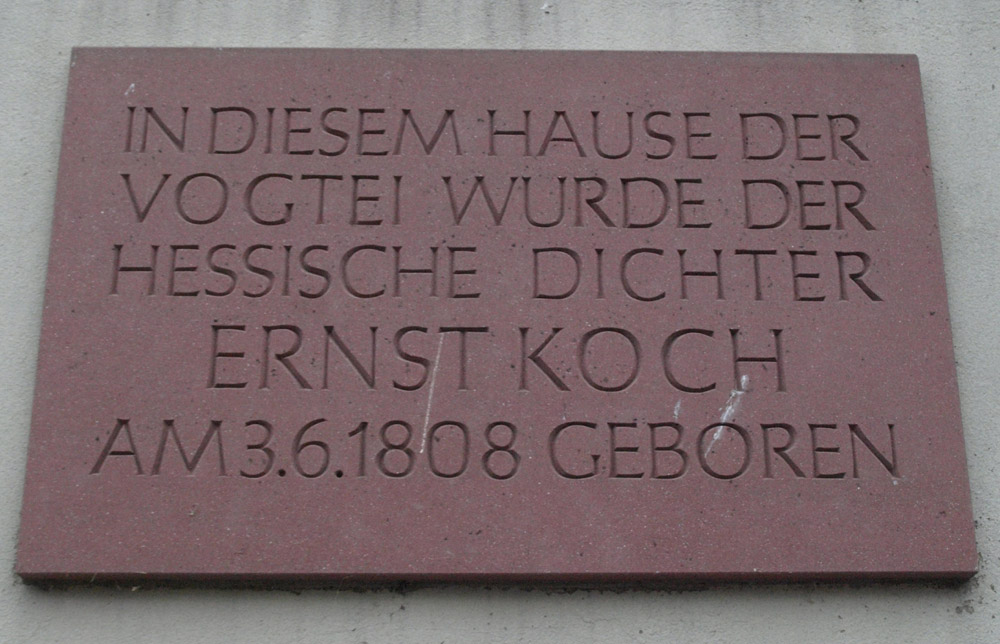
Gedenktafel am Geburtshaus von Ernst Koch

- Ernst Koch (1808–1858), Dichterjurist in der Zeit der Romantik, hier geboren